# Kimito Nono
Kimito Nono (japanisch 濃野 公人 Nono Kimito; * 26. März 2002 in der Präfektur Fukuoka) ist ein japanischer Fußballspieler.

## Karriere
Kimito Nono erlernte das Fußballspielen in der Schulmannschaft der Kumamoto Ozu High School sowie in der Universitätsmannschaft der Kwansei-Gakuin-Universität. Seinen ersten Vertrag unterschrieb er am 1. Februar 2024 bei den Kashima Antlers. Der Verein aus Kashima spielt in der ersten Liga. Sein Erstligadebüt gab Kimito Nono am 23. Februar 2024 (1. Spieltag) im Auswärtsspiel gegen Nagoya Grampus. Bei dem 3:0-Auswärtserfolg stand er in der Startelf. In der 69. Minute wurde er gegen Hidehiro Sugai ausgewechselt. In seiner ersten Profisaison bestritt er 31 Erstligaspiele. Hierbei erzielte er neun Treffer.